# Киншаса
Кинша́са (фр. Kinshasa; до 1966 — Леопольдви́ль) — столица и наиболее крупный город Демократической Республики Конго. Расположен на левом берегу реки Конго, напротив города Браззавиль, столицы Республики Конго. Хотя население городской агломерации в 2021 году составляет 14 740 000 человек, 60 % её территории представляет собой слабозаселённую сельскую местность, которая, однако, попадает в административные границы. Густонаселённые городские районы занимают лишь небольшую часть территории на западе провинции.
Киншаса является вторым по численности населения городом Африки (после Лагоса) и третьей по численности городской агломерацией континента (после Лагоса и Каира). Киншаса является крупнейшим по населению франкоязычным городом в мире. ДРК является второй в абсолютных числах населения франкоязычной страной в мире после Франции. Хотя бо́льшая часть жителей Киншасы знает французский в той или иной степени, он употребляется преимущественно в письменном виде. Преобладающий разговорный язык столицы — лингала, относится к группе банту.

## Этимология
Основан в 1881 году Генри Мортоном Стэнли как военный пост и назван в честь тогдашнего бельгийского короля Леопольда II Леопольдвиль (фр. ville — «город»). В 1966 году в результате политики мобутизма, в процессе африканизации топонимии переименован в Киншасу по названию деревни племени батеке, давно поглощённой современным городом. Переименование вступило в силу 30 июня 1966 года, в шестую годовщину независимости страны.

## Физико-географическая характеристика
Киншаса — город резких контрастов, где соседствуют богатые районы, торговые зоны и три университета — с беднейшими трущобами. Город расположен вдоль южного берега реки Конго напротив Браззавиля, столицы Республики Конго. Это единственное место в мире, где две столицы непосредственно обращены друг к другу на противоположных берегах реки.
Река Конго является второй по длине рекой в Африке после Нила, в то же время являясь самой полноводной на континенте (в мире по этому показателю она уступает только Амазонке).

### Климат
Климат Киншасы выраженный субэкваториальный, с коротким сухим сезоном (июнь — сентябрь) и сезоном дождей всю остальную часть года. Межсезонные колебания выражены слабо (средняя температура января — +26 °С, июля — +22,5 °С), больше выражено различие в осадках. Хотя большую часть года стоит жара (за исключением сухого сезона, когда становится чуть прохладнее), выше +36 °С температура не поднимается. Также ниже +14 °C температура не опускается.
| Показатель                    | Янв. | Фев. | Март | Апр. | Май | Июнь | Июль | Авг. | Сен. | Окт. | Нояб. | Дек. |
| ----------------------------- | ---- | ---- | ---- | ---- | --- | ---- | ---- | ---- | ---- | ---- | ----- | ---- |
| Абсолютный максимум, °C       | 36   | 36   | 36   | 36   | 35  | 34   | 32   | 35   | 36   | 36   | 34    | 36   |
| Средний суточный максимум, °C | 31   | 31   | 32   | 32   | 31  | 29   | 27   | 29   | 31   | 31   | 31    | 30   |
| Средний суточный минимум, °C  | 21   | 22   | 22   | 22   | 22  | 19   | 18   | 18   | 20   | 21   | 22    | 21   |
| Абсолютный минимум, °C        | 18   | 18   | 18   | 19   | 18  | 15   | 14   | 14   | 16   | 15   | 17    | 17   |
| Норма осадков, мм             | 135  | 145  | 196  | 196  | 159 | 8    | 3    | 3    | 30   | 119  | 222   | 142  |
| Источник: BBC Weather         |      |      |      |      |     |      |      |      |      |      |       |      |

## История
Первыми европейцами, появившимися на территории современной Киншасы, были португальцы в XV веке. Однако в колонизации Конго наиболее преуспели бельгийцы, которым помогли междоусобицы в местных феодальных государствах. Город на месте современной Киншасы был основан в 1881 году знаменитым исследователем Африки Генри Мортоном Стэнли и создавался как торговый пункт. Первоначально город был назван Леопольдвилем в честь бельгийского короля Леопольда II, которому принадлежали обширные территории, где ныне располагается Демократическая Республика Конго.
Город стал первым судоходным портом на реке Конго, расположенным выше Ливингстонских водопадов (серии порогов в 300 километрах ниже Леопольдвиля), что способствовало его процветанию. Первое время все товары привозили на кораблях в Матади — город, расположенный ниже порогов и находящийся в 150 км от побережья, а далее носильщики несли их до Леопольдвиля. Построенная в 1898 году грузовая железная дорога между Матади и Киншасой позволила быстрее и дешевле доставлять товары вглубь страны, что послужило основой для быстрого роста Леопольдвиля. К 1920 году вырос настолько, что стал столицей Бельгийского Конго, заменив город Бома, расположенный в устье реки Конго.
Когда Бельгийское Конго получило независимость от Бельгии (30 июня 1960 года), нидерландский язык утратил статус официального. В 1965 году в результате государственного переворота к власти в Конго пришел Мобуту Сесе Секо. Для уменьшения влияния Запада, он стал проводить политику африканизации имён и названий. В 1966 году Леопольдвилю было присвоено новое название — Киншаса, — по наименованию деревни, ранее располагавшейся в черте города. При Мобуту город быстро рос за счет переселенцев со всей страны, искавших удачи или бежавших от этнических чисток. Хотя город расположен на территории, традиционно принадлежавшей племенам батеке и бахумбу, языком межэтнического общения (т. н. лингва франка) в Киншасе стал лингала.
В 1974 году в Киншасе состоялся боксёрский поединок между Джорджем Форманом и Мохамедом Али, в котором Али одержал победу над соперником и вернул себе титул чемпиона в тяжёлом весе.
В 1975 году в городе прошла XII Генеральная ассамблея Международного союза охраны природы и природных ресурсов (МСОП).

## Административно-территориальное деление
Киншаса является одновременно городом (ville) и одной из 26 провинций (областей) ДРК (province). Сама провинция Киншаса поделена на 4 округа, разделённые на 24 коммуны, которые, таким образом, являются административно-территориальными единицами 4-го уровня.
| \| 24 коммуны Киншасы \| |
| Браззавиль река Конго Заводь Малебо зал. Нгалиема Гомбе Барумбу Киншаса Линг. К.-В. Нг.-Нг. Каламу Банда- лунгва Кинтамбо Нгалиема Селембао Бумбу Макала Нгаба Лемба Лимете Матете Кисенсо Масина Нджили Кимбансеке Нселе Мон-Нгафула Нселе Малуку |
| Сокращения: К.-В. — Каса-Вубу, Линг. — Лингвала, Нг.-Нг. — Нгири-Нгири |
| 24 коммуны Киншасы |

## Население
Население Киншасы составляло 4,6 млн жителей на 1994 год, 9 464 000 жителей на 2012 год.
| Год  | Население |
| ---- | --------- |
| 1920 | 1600      |
| 1936 | 40 300    |
| 1938 | 35 900    |
| 1939 | 42 000    |
| 1947 | 126 100   |
| 1957 | 299 800   |
| 1959 | 402 500   |
| 1967 | 901 520   |
| 1968 | 1 052 500 |
| 1970 | 1 323 039 |

| Год  | Население  |
| ---- | ---------- |
| 1974 | 1 990 700  |
| 1976 | 2 443 900  |
| 1984 | 2 664 309  |
| 1991 | 3 804 000  |
| 1994 | 4 655 313  |
| 2003 | 6 786 000  |
| 2005 | 7 500 000  |
| 2012 | 9 464 000  |
| 2021 | 14 740 000 |

Уровень жизни в Киншасе очень низок. Город испытывает на себе, с одной стороны, последствия массовых грабежей, прокатившихся по стране в 1991 и 1993 годах, а затем и гражданской войны, с другой стороны — естественной миграции населения из ещё более неблагополучной сельской местности, поскольку в городе есть возможность найти хоть какую-то работу. Согласно данным Сети работников образования уличных детей и молодёжи (фр. Réseaux des éducateurs des enfants et jeunes de la rue (REEJER)), конголезской организации, которая координирует деятельность по разработке поддержки беспризорных детей, в Киншасе в 2006 году насчитывалось около 14 тысяч беспризорников. Самыми неблагополучными районами являются Масина, Кимбансеке и Лимете.
В городе есть большие проблемы с преступностью, вызванной бедностью населения. В Киншасе был выявлен самый ранний образец крови, содержащий ВИЧ-1 (группы «М») в 1959 году. Борьба со СПИД-ом является одной из важнейших проблем как всей ДРК, так и Киншасы.
По прогнозам, в 2100 году в городе будет проживать около 83,5 млн человек.

## Языки
Официальным языком в Демократической Республике Конго, столицей которого является Киншаса, обозначен французский. Киншаса таким образом — крупнейший город Франкофонии и (с 2017 года) первый город мира по количеству владеющих французским языком. В 2017 году население Киншасы превысило население агломерации Большой Париж и т.о. город стал наибольшим в мире франкоязычным городом. Однако лингала широко используется в качестве разговорного языка. Французский в основном используется в письменном виде в администрации, образовании, документообороте, дорожных знаках, прессе, телевидении, используется в качестве языка межнационального и межсоциального общения. Однако в бытовом общении внутри социальных и этнических групп доминируют местные африканские языки (киконго, лингала, луба и суахили). Таким образом, в то время, как в культуре доминирует французский, многоязычие продолжает быть характерной чертой жизни Киншасы.

## Транспорт
Киншаса — порт на левом берегу реки Конго. Река, в районе Киншасы также именуемая Заир, является важной транспортной артерией на протяжении большей части своего бассейна. Многие притоки Конго также судоходны. Крупные речные баржи курсируют между Киншасой и Кисангани (расположен в 1300 км от столицы). Между Киншасой и Браззавилем установлена паромная переправа, поскольку мостов через реку нет. Тем не менее, через Киншасу провели транс-африканский автодорожный маршрут  шоссе Триполи-Кейптаун.
Железной дорогой Киншаса связана со многими регионами страны и зарубежьем. Аэропорт Н’джили является крупнейшим среди четырёх международных аэропортов Демократической Республики Конго. Однако инфраструктура аэропорта в основном не модернизировалась ещё с колониальных времён.
В 1955—1959 в городе работал гиробус.
Главной транспортной артерией города, соединяющей политический и деловой район Ла-Гомбе на севере с районами Кинтамбо и Нгалиема на западе Киншасы является бульвар 30 июня.

## Промышленность
В городе имеется текстильная, пищевкусовая, химическая промышленность, машиностроение и металлообработка, мото- и велозаводы, судостроение, судоремонт, деревообработка, производство стройматериалов. В районе Малуку — металлургический комплекс.
Река Конго является важным источником гидроэлектроэнергии, потенциально она могла бы обеспечить производство электроэнергии, эквивалентное половине нынешнего энергопотребления всей Африки.
В городе расположена штаб-квартира Союза африканских железных дорог.

## Культура и образование
В Киншасе находятся Национальный университет страны, Национальный педагогический университет, Национальная академия изящных искусств, Музей местного быта, Национальная библиотека Демократической Республики Конго, Национальный музей Демократической Республики Конго, Дворец народа.
Университет Киншасы был образован в 1954 году как одно из подразделений Университета Лованиум, в 1971 году был образован Национальный университет Заира (фр. Université Nationale du Zaïre, UNAZA), который был разделён на три части в 1981 году — собственно, Университет Киншасы, а также Университет Кисангани и Университет Лубумбаши.
В 1958 году при тогда ещё Университете Лованиум был построен первый в Африке ядерный реактор.
В 1967 году Африканский союз учредил при нём Региональный Центр ядерных исследований. На данный момент Центр располагает двумя реакторами, TRICO I и TRICO II, которые используются для научных исследований.

## Спорт
Наиболее популярными видами спорта в Киншасе являются футбол и баскетбол. Столица является одним из двух важнейших футбольных центров страны. Два из трёх самых титулованных клубов представляют Киншасу — «Вита» и «Мотема Пембе» (12-кратные чемпионы Заира/ДРК). В чемпионате Демократической Республики Конго («Линафут») на данный момент из 14 участников, три клуба («Вита», «Мотема Пембе» и «Ройолу») представляют Киншасу.
Команда «Дранонс», основанная в 1938 году, четыре раза выигрывала в чемпионате, пять раз становилась обладателем Кубка ДР Конго и дважды доходила до финала Африканского Кубка Чемпионов (сейчас турнир называется — Лига чемпионов КАФ). Клуб «Содиграф» становился обладателем Кубка ДРК и доходил до финала Кубка обладателей кубков КАФ. Другая команда из Киншасы, «Калому» четыре раза подряд завоёвывала Кубок ДРК.
Стадион «Стад де Мартир» вмещает 80 тысяч зрителей и является домашней ареной для национальной сборной ДР Конго и для клубов «Вита» и «Мотема Пембе». Стадион «24 ноября», вместимостью в 24 тысячи зрителей является домашней ареной для команды «Дранонс».
Уроженцами Киншасы были многие известные футболисты: игроки сборной Франции вратарь Стив Манданда, полузащитники Клод Макелеле и Рио Мавуба, нападающий Пеги Люйиндюла, в сборной Португалии выступал Жозе Бозингва, в сборной Швейцарии Блез Нкуфо, а в составе сборной Бельгии играл Мбо Мпенза. Известность в европейском футболе получили и футболисты, которые не меняли своего гражданства и выступают за сборную ДРК: нападающие Ломана Трезор Луа-Луа, Дьёмерси Мбокани, в России выступал защитник Жерар Мукунку, а на Украине — Эрве Нзело-Лемби.
В 1974 году в Киншасе состоялся боксёрский поединок между Мохаммедом Али и Джорджем Форманом, который позже получил название, — «Грохот в джунглях».
В родной Киншасе баскетболом начинал заниматься звезда НБА 1990—2000-х годов Дикембе Мутомбо.

## Средства массовой информации
Периодические издания (на французском языке)
- «Кайе экономик э сосьяль» (Cahiers économiques et sociales — «Ведомости по экономическим и социальным вопросам»). Ежеквартальный журнал, издаётся Национальным университетом.
- «Конго-Африк» (Congo-Afrique — «Конго-Африка»). Ежемесячный журнал по вопросам экономики и культуры. Издается Исследовательским центром социальной жизни.
- «Потансьель» (Potentiel — «Потенциал»). Ежедневная газета.
- «Элима» (Elima). Ежедневная вечерняя газета.

Информационные агентства
- Конголезское агентство печати (Agence Congolaise de Presse — ACP). Правительственное информационное агентство, основано 12 августа 1960 года.

Радио и телевидение
- «Голос Конго» (La Voix du Congo). Радиостанция, контролируемая правительством ДРК.
- Национальное конголезское радио и телевидение (Radio-télévision nationale congolaise — RTNC).

## Города-побратимы
- Анкара (Турция)
- Браззавиль (Республика Конго)
- Брюссель (Бельгия)
- Дакар (Сенегал)
- Тегеран (Иран)
- Утрехт (Нидерланды)